# Határkérgi rendszer

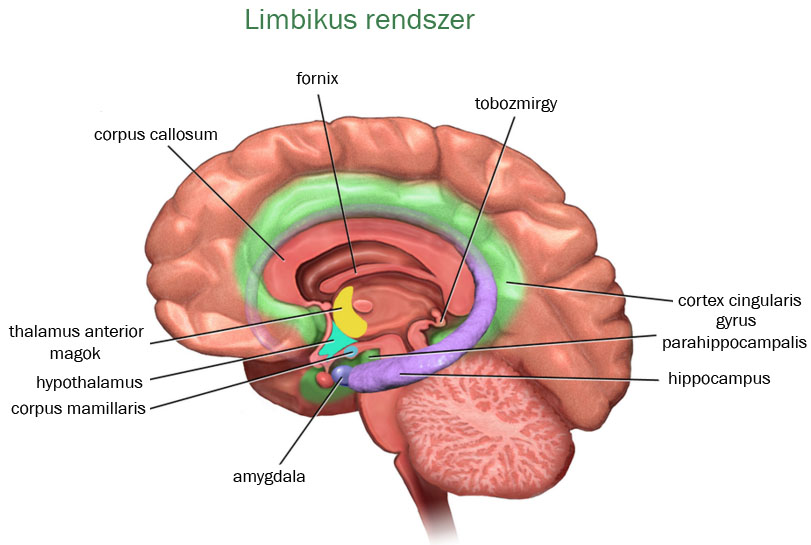
Limbikus rendszer

A határkérgi vagy limbikus rendszer a központi mag körül, az agyféltekék szélén körbefutva elhelyezkedő néhány agyterület, amely szoros kapcsolatban áll a hipotalamusszal. A limbikus rendszer elnevezése a limbus szóra vezethető vissza, amely szélt, vagy határt jelent. A limbikus rendszer elnevezést nagyjából azoknak a képleteknek a csoportjára használták, amelyek az agykéreg és a hipotalamusz határterületén helyezkednek el. Ez a rendszer az agytörzs és a hipotalamusz szabályozása alatt álló ösztönös viselkedések felett gyakorol további ellenőrzést. Fejlettebb emlősöknél gátolhat bizonyos ösztönös viselkedésmintákat, ezzel lehetővé téve a környezet változásaihoz való rugalmasabb alkalmazkodást. Az egész rendszernek alapvető szerepe van az érzelmek, a viselkedés, és az ösztön kontrolljában; valamint szintén fontos a memóriához. 
Részei a hippokampusz (hippocampus) és az amigdala (corpus amygdaloideum) nevű kis sejtcsoportok, amelyek az emlékezésben játszanak jelentős szerepet.
A hippokampusz alakítja át a rövid távú memóriában rögzült emlékképeket a hosszú távú memóriában elraktározottakká. A hippokampusz károsodásakor az egyén a rövidtávú memóriájában tárolt emlékek megőrzésére képtelenné válik. A károsodás előtt jóval korábban történt eseményekre vonatkozó memória nem károsodik. Ezt nevezzük anterograd amneziának. Az amigdala és a hippokampusz együttes sérülése nagyobb memóriavesztéssel jár, mint ha csak egyik vagy másik önmagában sérül meg. A limbikus rendszernek szaglófunkciója nincs. A rendszer különböző afferens és efferens kapcsolatai útvonalakat teremt ahhoz, hogy a környezetből érkező igen változatos ingerek integrálódjanak, és a homeostasis fenntartása érdekében szükséges hatékony válaszok bekövetkezzenek.
További kortikális részei: a gyrus cinguli, amely anatómiailag neocortex, de funkcionálisan a limbikus rendszer része, valamint a septalis area. Ezen kívül része még a septum pellucidum, mely a fornix pályarendszeren keresztül a hippokampuszhoz kapcsolódik.
Ma már ismert, hogy a limbikus rendszer számos más képletet is magába foglal azokon kívül, amelyek ezen a határon találhatók. Anatómiailag a limbikus képletekhez tartoznak a kérges test alatti tekervény (gyrus subcallosus), az övtekervény (gyrus cinguli), a hippokampusz (hippocampus) (a „csikóhal-kinézetű” más hasonlításban „csikóhalszerű” tekervény), a hippokampusz melletti tekervény (gyrus parahippocampalis), a hippocampalis képződmény (formatio hippocampalis), az amigdala, más néven mandulamag  (corpus amygdaloideum), az emlőtestek (corpus mammillare), a boltozat (fornix), a vékony agysövény (septum pellucidum), a talamusz elülső magja (nucleus anterior thalami). (A felsorolás nem a teljesség igényével készült, és nem tartalmazza az összeköttetéseket sem.) 